# Deville (Luisiana)
Deville es un lugar designado por el censo ubicado en la parroquia de Rapides en el estado estadounidense de Luisiana. En el Censo de 2010 tenía una población de 1764 habitantes y una densidad poblacional de 51,47 personas por km².

## Geografía
Deville se encuentra ubicado en las coordenadas 31°20′42″N 92°8′31″O / 31.34500, -92.14194. Según la Oficina del Censo de los Estados Unidos, Deville tiene una superficie total de 34.27 km², de la cual 34.04 km² corresponden a tierra firme y (0.67%) 0.23 km² es agua.

## Demografía
Según el censo de 2010, había 1764 personas residiendo en Deville. La densidad de población era de 51,47 hab./km². De los 1764 habitantes, Deville estaba compuesto por el 98.3% blancos, el 0.11% eran afroamericanos, el 0.51% eran amerindios, el 0.23% eran asiáticos, el 0% eran isleños del Pacífico, el 0.23% eran de otras razas y el 0.62% pertenecían a dos o más razas. Del total de la población el 0.28% eran hispanos o latinos de cualquier raza.